# Ewoud Hondius
Ewoud Herman Hondius (Den Haag, 21 november 1942) is een Nederlands jurist gespecialiseerd in het privaatrecht. Hondius is emeritus hoogleraar aan de Universiteit Utrecht.
Hondius volgde het gymnasium-bèta en studeerde vervolgens rechten aan de Universiteit Leiden en aan de Columbia-universiteit in New York. Op 12 april 1978 promoveerde hij te Leiden op het proefschrift Standaardvoorwaarden. Rechtsvergelijkende beschouwingen over standaardisering van kontraktsbedingen en overheidstoezicht daarop; promotor was Auke Bloembergen.
Op 1 februari 1980 werd Hondius benoemd tot gewoon hoogleraar burgerlijk recht aan de Universiteit Utrecht met ingang van 1 september van dat jaar. Op 1 november 2007 ging hij met emeritaat als hoogleraar en werd hij tegelijk benoemd tot faculteitshoogleraar Europees privaatrecht. Hij hield zijn afscheidsrede en oratie, getiteld Sense and nonsense in the law. Towards clarity and plain meaning, op 28 november. Bij zijn emeritaat werd hem een liber amicorum aangeboden getiteld Vergelijkender Wijs.
Hondius is sinds 1995 lid van de Koninklijke Nederlandse Akademie van Wetenschappen. In 2003 ontving hij een eredoctoraat van de Katholieke Universiteit Leuven. Van 2004 tot 2021 was hij tevens columnist voor juridisch tijdschrift Ars Aequi.